# Paus Pius X
Paus Pius X, geboren als Giuseppe Melchiorre Sarto (Riese, 2 juni 1835 – Rome, 20 augustus 1914) was paus van 1903 tot 1914. Hij staat bekend als paus van de kindercommunie en als bestrijder van de modernistische dwalingen. Hij werd in 1954 heilig verklaard.

## Afkomst
Giuseppe Sarto werd geboren in Riese, in het achterland van Venetië, dat toen nog onder Oostenrijkse invloed stond. Hij kwam uit een zeer arme familie. De scholing die hem werd geboden ondervond hij als een groot privilege. De armoede van het gezin Sarto kan geïllustreerd worden door het feit dat de jonge Giuseppe naar school liep op blote voeten, om zijn gelakte schoenen die bij het uniform hoorden te sparen. Reeds jong bewonderde hij de geestelijkheid en werkte ook naast school hard voor het bestaan van het gezin mee. Hij doorliep uiteindelijk met een beurs gegeven door rijke weldoeners het seminarie en werd achtereenvolgens kapelaan, pastoor, bisschop en uiteindelijk zelfs kardinaal-patriarch van Venetië. Hij maakte het antiklerikalisme van Garibaldi en de Italiaanse vrijmetselarij mee, alsmede de Habsburgse regering van grote delen van noordoostelijk Italië.
Pius X bleef altijd een grote sympathie houden voor de armen. Hij zei zelf: Ik ben arm geboren, heb arm geleefd en wil vooral arm sterven, zinspelende op de vrijwillige armoede zoals aangenomen door kloosterlingen. Hij zette zich reeds als patriarch van Venetië in voor liefdadigheid, scholing van de arme jeugd, en verbetering van de gezondheidszorg en haar toegankelijkheid. Tegenover de katholieke vakverenigingen was kardinaal Sarto kritisch, omdat hij in tegenstelling tot paus Leo XIII altijd de vrees had van marxistische beïnvloeding en overname van de katholieke arbeidersinitiatieven. Sarto gebruikte zijn autoriteit overigens meermaals om de situatie van de arbeiders te verbeteren (met name tegen kinderarbeid). Hij deed dit echter van bovenaf, door zijn autoriteit te gebruiken als patriarch en kardinaal, niet door tot staking aan te zetten.

## Kerkelijke loopbaan

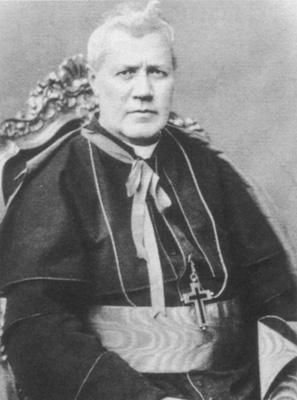
Kardinaal Sarto, patriarch van Venetië

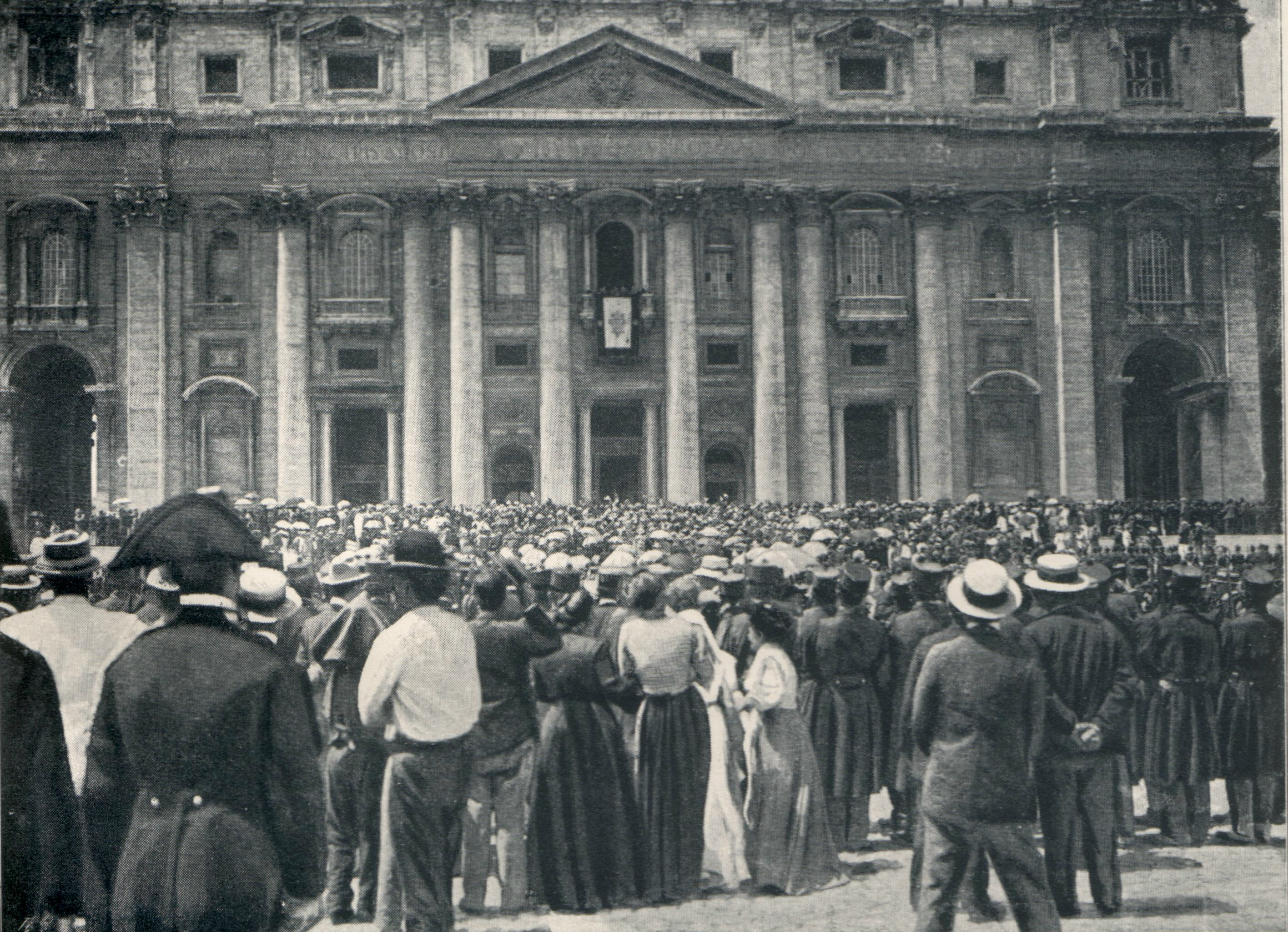
Kardinaal-protodiaken Luigi Macchi, maakt de verkiezing van Giuseppe Sarto bekend, vanaf de loggia van de Sint Pieter

Sarto werd op 18 september 1858 priester gewijd. Hij kreeg meteen hierna een aanstelling als kapelaan in Tombolo. Hij studeerde onderwijl zelf verder met name op het werk van Thomas van Aquino en op het canoniek recht, terwijl hij feitelijk al het werk deed van de pastoor van Tombolo, die ernstig ziek was. In 1867 werd hij benoemd tot aartspriester van de kathedraal in Salzano. In de vroege jaren zeventig van de negentiende eeuw werd hij benoemd tot kanunnik van het kathedraalkapittel in Treviso en rector van het seminarie aldaar. In 1880 werd hij door paus Leo XIII benoemd tot bisschop van Treviso. Van 1884–1893 was hij bisschop van Mantua. Tijdens het consistorie van 12 juni 1893 werd Sarto kardinaal gecreëerd. Hij kreeg de San Bernardo alle Terme als titelkerk. Drie dagen na dit consistorie volgde zijn benoeming tot patriarch van Venetië.

## Verkiezing
Op 4 augustus 1903 kwam er een eind aan het conclaaf dat een nieuwe paus moest kiezen na de dood van paus Leo XIII op 20 juli 1903. Iedereen dacht dat Mariano kardinaal Rampolla del Tindaro, de staatssecretaris van Leo XIII tot paus gekozen zou worden. Dit zou ook gebeurd zijn, wanneer de keizer van Oostenrijk, Frans-Jozef, niet, op grond van het oude ius exclusivae, een veto had laten uitspreken tegen deze keuze door kardinaal Puzyna, metropoliet van Krakow. Rampolla zou ervan verdacht worden vrijmetselaar te zijn, maar het bewijs daarvoor was twijfelachtig. De feitelijke reden voor het veto was Rampolla's steun aan Frankrijk in zijn tijd als staatssecretaris. Rampolla zou Duitsland en Rusland verkiezen boven Oostenrijk en Polen, en hij had zeer koel gereageerd op de zelfmoord van de zoon van keizer Frans-Jozef, kroonprins Rudolf.
Toen kozen de kardinalen een heel andere figuur, de patriarch van Venetië, Giuseppe Sarto, die in tegenstelling tot de diplomatieke Rampolla als conservatief en anti-modernistisch gold. In tegenstelling tot zijn voorgangers, was Sarto niet van adellijke of hoogburgerlijke afkomst. De nieuwverkozen paus kwam uit een eenvoudig Noord-Italiaans plattelandsgezin. Zijn ouders hadden zijn priesterstudie bij elkaar geschraapt. Langzaamaan groeiden zijn verantwoordelijkheden binnen de Rooms-Katholieke Kerk. Hij viel op door eenvoudig, oprecht en goedmoedig gedrag. Als priester, bisschop en patriarch nam hij nooit politieke standpunten in, maar richtte zich op Eucharistische zaken en zijn taak als zielenherder. Hierdoor was hij een outsider tijdens het problematische conclaaf van 1903. 'Men' wilde geen 'politieke' kandidaat op de troon van Petrus. Sarto was de perfecte oplossing: ongebonden, van eenvoudige komaf en politiek onwetend. Hij nam de naam Pius X aan. "Omdat de pausen van deze  eeuw onder dezelfde naam zoveel geleden hebben". Het tekent zijn beleid. De Eucharistie, de Sacramenten en het zielenheil stonden centraal bij deze paus. Hij zou de eerste heilig verklaarde paus worden in de laatste vierhonderd jaar pauselijke geschiedenis. Qua politiek en algemeen maatschappelijk denken, stond Pius X met beide benen nog in de 19e eeuw.

## Pontificaat

Wapen van paus Pius X

De eerste daad van Pius X als paus was dat hij een einde maakte aan de mogelijkheid van inmenging van staatshoofden in de pauskeuze; hij verklaarde dat iedere kardinaal die een van leken afkomstig veto in het conclaaf zou inbrengen, automatisch geëxcommuniceerd was. Niettemin beëindigde hij het staatssecretariaat van Rampolla. Zijn intern-kerkelijke beleid richtte zich tegen het modernisme, een stroming die een aantal kerkelijke hoogwaardigheidsbekleders en invloedrijke seminarieprofessoren onder zijn aanhangers kon rekenen, met name in Frankrijk, het Duitse Rijk en Groot-Brittannië. In 1907 gaf Pius X met de encycliek Pascendi Dominici Gregis zijn argumenten aan tegen het modernisme.
Pius' opvolger Benedictus XV zou de strijd tegen het modernisme afzwakken en trachtte verzoening te brengen, waarbij hij overigens de theologie van de modernisten bleef afwijzen als ketterij. Het modernisme herkreeg geleidelijk zijn aantrekkingskracht en onder de pontificaten van zowel paus Pius XI als paus Pius XII zou het neo-modernisme, ondanks het verzet van deze pausen, opnieuw opkomen, ook bij het Tweede Vaticaans Concilie (1962-1965) onder Johannes XXIII.
In het verlengde van zijn strijd tegen het modernisme bestreed Pius X op politiek vlak het verlichtingsfundamentalisme, het liberalisme en het opkomende communisme. Sociaal gezien was hij – als idealist – eerder een voorstander van vrijwillige liefdadigheid, onder meer op religieuze grondslag, dan van staatsinmenging in sociale aangelegenheden. Ten slotte bestreed hij met succes de corruptie, Simonie en baantjesjagerij binnen de Kerk.
Met het motu proprio Tra le sollecitudini (1903) beklemtoonde Pius het belang van het gregoriaans binnen de kerkmuziek en de liturgie. Een jaar later zou Pius, eveneens bij motu proprio de benedictijner abdij van Solesmes de opdracht geven een nieuw Graduale samen te stellen, waarin de luister van de gregoriaanse muziek voor een groot deel werd hersteld.
Pius X is ook bekend geworden als de paus die het veelvuldig ter communie gaan bevorderde. Daartoe heeft hij ook de leeftijdsgrens verlaagd waarop kinderen toegelaten worden tot de Eerste Heilige Communie, namelijk wanneer ze tot "de jaren des onderscheids" waren gekomen: 7 jaar. Hij stierf in 1914, enkele weken na het uitbreken van de Eerste Wereldoorlog.
In zijn persoonlijk leven was Pius X een onbesproken, heilig man. Als politicus trad hij enigszins ondiplomatiek op. Zijn standpunten op het gebied van wereldse zaken leverden hem kritiek op van socialistische en liberale zijde. Bij het katholieke volk was Pius X zeer geliefd, mede vanwege zijn eenvoudige komaf en mariale vroomheid. Onder het pontificaat van Pius X groeide het aantal katholieken in kerkprovincies zoals Nederland en Ierland zeer sterk.

## Zalig- en heiligverklaring

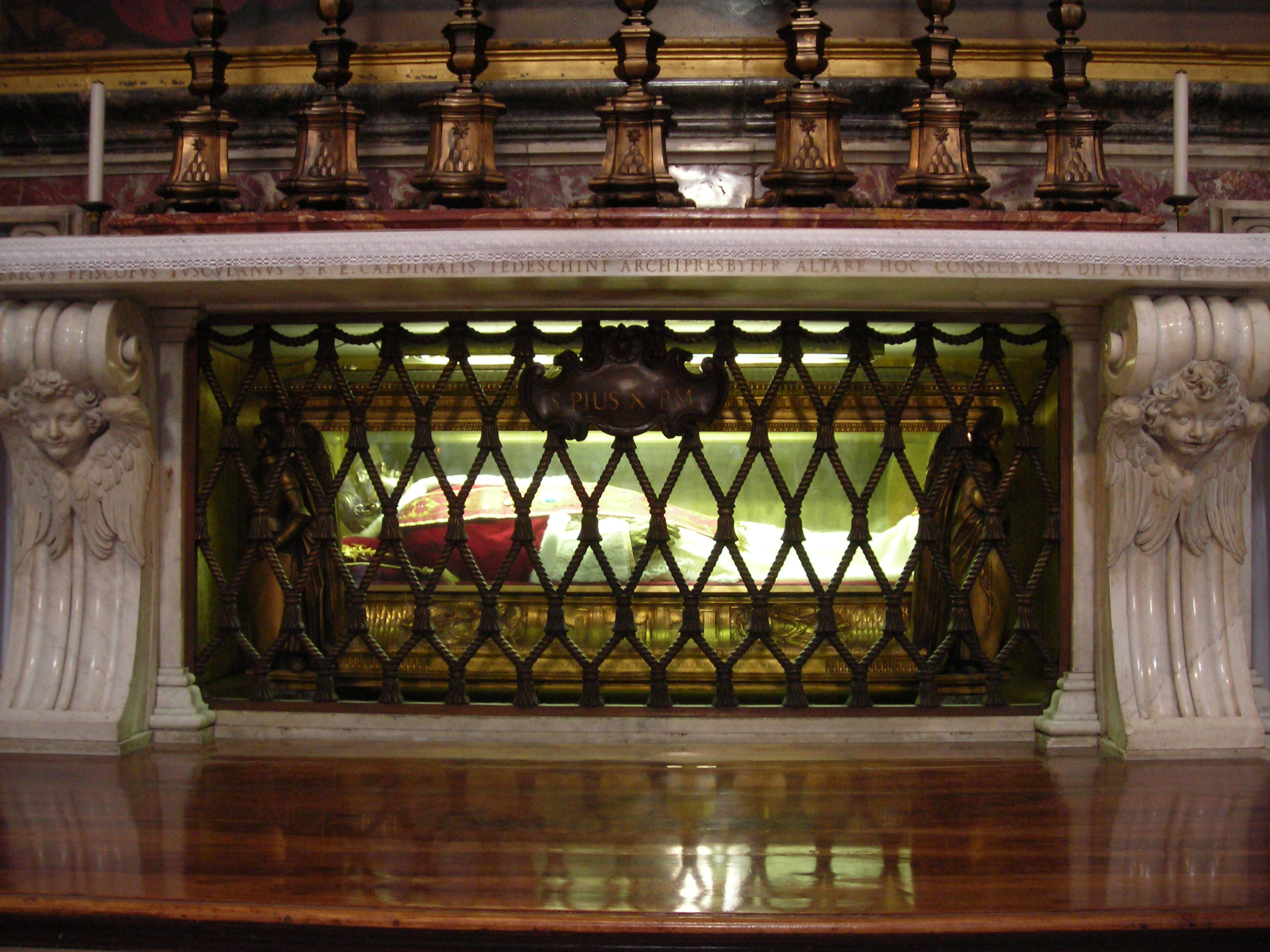
Reliekschrijn van paus Pius X

Door paus Pius XII is hij op 3 juni 1951 zalig verklaard. Diezelfde paus verklaarde op 29 mei 1954 Pius X heilig in een grote plechtigheid. Pius XII hield een lofrede op Pius X en zijn bestuur en bescherming van de Kerk. Bij de heiligverklaring was het lichaam van Pius X te zien in de Sint-Pieter van Rome. Er werd beweerd dat het lichaam ongeschonden was aangetroffen bij opening van de kist, maar foto's tonen een duidelijk vergaan lichaam. Er werd een gezichtsmasker over de schedel geplaatst en zo ligt het nu in de Sint-Pietersbasiliek. Zijn gedachtenis wordt gevierd op 21 augustus in de Novus Ordo Missae (de Nieuwe Liturgie van 1969); hij wordt in de Tridentijnse liturgie nog altijd op 3 september - de oorspronkelijk door Pius XII vastgestelde feestdag - geëerd met een feest van de 3e klasse.

## Encyclieken
Hij schreef 17 encyclieken (zie Lijst van encyclieken van paus Pius X) waaronder:
- Vehementer Nos (1906)
- Pascendi Dominici Gregis (8 september 1907), over de gevaren van het modernisme.

## Patroonheilige
Het anti-modernisme van Pius X heeft verschillende traditionalistische organisaties en congregaties die zich verzetten tegen bepaalde tendensen die zich na het Tweede Vaticaans Concilie (1962-1965) manifesteerden, ertoe aangezet deze paus tot patroonheilige te nemen. De Priesterbroederschap Sint Pius X (FSSPX), die door aartsbisschop Marcel Lefebvre werd gesticht, is hiervan het bekendste voorbeeld.
Omdat Pius X bekendstond als grote, zachtmoedige kindervriend en een ascetische liefdevolle persoonlijkheid had, namen ook vele lagere en middelbare katholieke scholen hem tot patroonheilige en vernoemden de school naar hem.